# Bungin Tambun II
Bungin Tambun II is een bestuurslaag in het regentschap Kaur van de provincie Bengkulu, Indonesië. Bungin Tambun II telt 855 inwoners (volkstelling 2010).